# Elaphidion laeve
Elaphidion laeve es una especie de escarabajo longicornio del género Elaphidion, categorizada en la tribu Elaphidiini, de la subfamilia Cerambycinae. Fue descrita por White en 1853.

## Descripción
Mide 14 mm de longitud.

## Distribución
Se distribuye por América: Honduras.